# José Bernaldes Polledo
José Bernaldes Polledo (Galicia, 1772 - Valparaíso, 31 de marzo de 1820) fue un militar argentino de origen español peninsular, que combatió contra las Invasiones Inglesas y en la guerra de independencia de su nuevo país, ejerciendo como comandante de la artillería patriota en las batallas de Salta y Vilcapugio.

## Biografía
Se enroló en la Armada Española, llegando a Buenos Aires hacia 1795. Se instaló en la ciudad como comerciante.
Al producirse las Invasiones Inglesas, se unió al regimiento de Húsares de Pueyrredón para la Reconquista de Buenos Aires, y en 1807 combatió también en la Defensa. En 1809 fue ascendido al grado de teniente coronel.
En 1810 se incorporó al Ejército del Norte después de la batalla de Suipacha, y combatió en la batalla de Huaqui. A órdenes de su antiguo jefe Pueyrredón regresó a Salta. Participó en las batallas de Las Piedras, Tucumán y Salta como comandante de una división de caballería. Fue también el jefe de un regimiento de caballería y comandó toda el ala izquierda en la batalla de Vilcapugio, en la que fue tomado prisionero.
Trasladado a las prisiones del Callao, permaneció preso hasta el año 1818, en que logró fugarse y esconderse en la ciudad de Lima. Desde allí logró enviar información al general San Martín sobre las fuerzas realistas en la capital.
Cuando, en 1819, la fortaleza del Callao fue atacada por la escuadra de Thomas Cochrane, logró embarcarse en un bote y subir al buque de éste, que lo nombró capitán de un buque recientemente tomado a los realistas. Unos días más tarde, la tripulación se sublevó y fue abandonado con los otros oficiales en un bote. Debieron remar a lo largo de la costa desértica por casi una semana, hasta que fueron recogidos por un barco inglés que los llevó a Valparaíso, en Chile.
Fue incorporado al ejército que iba a participar en la Expedición Libertadora del Perú como coronel de caballería. Pero enfermó de gravedad, y no llegó a embarcarse, falleciendo en Valparaíso en marzo de 1820.